# Качево
Качево (пол. Kaczewo) — село в Польщі, у гміні Пйотркув-Куявський Радзейовського повіту Куявсько-Поморського воєводства. Населення — 65 осіб (2011).
У 1975—1998 роках село належало до Влоцлавського воєводства.

## Демографія
Демографічна структура станом на 31 березня 2011 року:
|          | Загалом | Допрацездатний вік | Працездатний вік | Постпрацездатний вік |
| -------- | ------- | ------------------ | ---------------- | -------------------- |
| Чоловіки | 31      | 9                  | 21               | 1                    |
| Жінки    | 34      | 5                  | 20               | 9                    |
| Разом    | 65      | 14                 | 41               | 10                   |